# Fissidens obtusifolius
Fissidens obtusifolius är en bladmossart som beskrevs av William M. Wilson 1845. Fissidens obtusifolius ingår i släktet fickmossor, och familjen Fissidentaceae. Inga underarter finns listade i Catalogue of Life.